# Хеџ-фонд
Хеџ-фонд (енгл. hedge fund) је посебна врста инвестиционог фонда за ограничен број улагача са широким спектром инвестиционих и купопродајних активности. Чланови фонда плаћају чланарину инвестиционом менаџеру фонда. Хеџ-фондови нуде прилику за остваривање високих приноса уз висок ризик.
Хедџ фондови се сматрају алтернативним инвестицијама. Њихова способност да користе кредитну плечу и сложеније методе инвестирања их издваја из регулисаних инвестиционих фондова, доступних на малопродајном тржишту, обично познатих као међусобни фондови и ETF. Такође се сматрају различитим од фондова директних инвестиција и других сличних затворених фондова, пошто хедџ фондови обично инвестирају у релативно ликвидна средства и обично су на неодређено. Ово значи да обично омогућавају инвеститорима да периодично инвестирају и повлаче капитал на основу нето вредности активе фонда, док фондови директних инвестиција обично инвестирају у неликвидна средства и капитал враћају само након неколико година. Поред регулаторног статуса фонда, не постоји службена или фиксна дефиниција типова фондова, па је стога постоји различита мишљења о томе шта може представити "хедж фонд".
Иако већина модерних хедж фондова могу да користе широк спектар финансијских инструмената и метода управљања ризиком, они могу значајно варирати један од другог у својим стратегијама, ризицима, волатилности и профилу очекиваног прихода. Инвестиционе стратегије хедж фондова обично су усмерене на постизање позитивног прихода од инвестиција без обзира на то да ли тржишта расту или падају ("абсолутни приходи"). Хедж фондови се могу сматрати ризичним инвестицијама; очекивана доходност неких стратегија хедж фондова је мање волатилна од доходности малопродајних фондова као што је висока зависност од тржишта акција због коришћења хеджинг метода.
Хедж фонд обично плаћа свом инвестиционом менаџеру таксу за управљање (обично 2% годишње од нето вредности активе фонда) и провизију за успех (обично 20% од повећања вредности активе фонда током године). Хедж фондови постоје већ неколико деценија и постају све популарнији.